# 史密斯縣 (密西西比州)
史密斯縣（英語：Smith County）是美國密西西比州中南部的一個縣。面積1,651平方公里。根據美國2000年人口普查估計，共有人口16,182人。縣治羅利（Raleigh）。
成立於1833年12月23日。縣名紀念肯塔基民兵 David Smith 少校 （1822年遷移到密西西比州）。